# David Soskice (Ökonom)
David Soskice (* 6. Juli 1942) ist ein britischer Ökonom. Er ist Research Professor für Vergleichende Politische Ökonomie und Senior Research Fellow am Nuffield College der University of Oxford, Research Professor an der US-amerikanischen Duke University sowie Professor emeritus für Wirtschaftswissenschaften am University College, Oxford, und am Wissenschaftszentrum Berlin für Sozialforschung.

## Leben
Soskice wurde als Sohn des britischen Innenministers Frank Soskice in London geboren. Er trägt den Namen seines Großvaters David Soskice, eines russischen Revolutions-Journalisten, der vor den Bolschewiki nach England geflohen war.
Soskice studierte Politikwissenschaft, Philosophie und Ökonomie am Nuffield- und am Trinity College der University of Oxford.
Von 1967 bis 1990 war er als Lecturer in Wirtschaftswissenschaften am University College, Oxford, tätig. Anschließend ging er nach Berlin, wo er bis zu seiner Emeritierung 2007 Research Professor am Wissenschaftszentrum für Sozialforschung (WZB) war. Dort leitete er außerdem als Direktor den Forschungsbereich Employment and Change.
Neben seinen Positionen in Oxford und Berlin war Soskice immer wieder als Gastprofessor an weiteren renommierten Universitäten tätig, etwa in Harvard, Yale, Stanford, Berkeley, Cornell oder als Centennial Professor an der London School of Economics. In den Frühjahrssemestern ist er zudem regelmäßig Research Professor an der Duke University. Außerdem beriet er u. a. die OECD, die britische Labour Party und die Regierungen Großbritanniens, Frankreichs und Deutschlands in Arbeitsmarkt- und Bildungsfragen.
Nach seiner Emeritierung in Deutschland kehrte er als Research Professor für Vergleichende Politische Ökonomie und Senior Research Fellow an das Nuffield College in Oxford zurück.
2013 wurde Soskice in die British Academy, 2020 in die American Academy of Arts and Sciences und 2021 in die Academia Europaea gewählt.

## Forschung
Innerhalb seines Forschungsbereiches, der Politischen Ökonomie, liegt Soskices Schwerpunkt auf der Erforschung von Arbeitsmärkten, Systemen der Berufsausbildung und Produktionsregimen.
Durch die Herausgabe eines gleichnamigen Buches, gemeinsam mit dem Harvard-Professor Peter Hall, prägte Soskice den Begriff Varieties of Capitalism. Dieser Erklärungsansatz geht in wesentlichen Teilen auf Soskices eigene Forschungen seit den späten 1980er Jahren zurück und bündelt die Diskussionen über Neokorporatismus, Neo-Institutionalismus und Neue Institutionenökonomik erstmals zu einem stringenten Gesamtmodell.
Kernpunkt der Varieties of Capitalism ist die systematische Unterscheidung verschiedener Spielarten des Kapitalismus anhand liberaler und koordinierter Marktwirtschaften. Der Ansatz erfreut sich großer Popularität sowohl in der Politischen Ökonomie (aufgrund seiner makroökonomischen Implikationen), als auch in der Betriebswirtschaftslehre (wegen seiner analytischen Fokussierung der Organisationsstruktur einzelner Unternehmen).
Mit seinem Ansatz revolutionierte Soskice zudem die Diskussion um die Folgen der Globalisierung, indem er der Annahme der zunehmenden Konvergenz von Wirtschaftssystemen zum angelsächsischen Modell die These von der Stabilität unterschiedlicher Organisationsformen des Kapitalismus entgegensetzte. Die von Soskice und Hall in ihrem Buch angestoßene systematische Diskussion über die Varieties of Capitalism führte in den letzten Jahren zu zahlreichen weiteren Veröffentlichungen anderer Wissenschaftler.
Neben der Zusammenarbeit mit Peter Hall forscht Soskice oft gemeinsam mit weiteren renommierten Wissenschaftlern, etwa Fritz Scharpf vom Kölner Max-Planck-Institut für Gesellschaftsforschung oder Torben Iversen von der Kennedy School of Government in Harvard.

## Schriften (Auswahl)
- Macroeconomics: Institutions, Instability, and the Financial System (2015), (mit Wendy Carlin).
- Macroeconomics: Imperfections, Institutions and Policies (2006), (mit Wendy Carlin).
- Varieties of Capitalism: the Institutional Foundations of Comparative Advantage (2001), (Hrsg. mit Peter Hall).
- Unions, Employers and Central Banks: Wage Bargaining and Macroeconomic Regimes in an Integrating Europe (2000), (Hrsg. mit Torben Iversen und Jonas Pontusson).
- Ökonomische Leistungsfähigkeit und institutionelle Innovation: das deutsche Produktions- und Politikregime in globalen Wettbewerb (1997), (Hrsg. mit Frieder Naschold, Bob Hancké und Ulrich Jürgens).
- Institutional Frameworks and Labour Market Performance (1995), (Hrsg. mit Friedrich Buttler, Wolfgang Franz und Ronald Schettkat).
- Macroeconomics and the Wage Bargain: A Modern Approach to Employment, Inflation and Exchange Rates (1990), (mit Wendy Carlin).
- Unionism, Economic Stabilisation and Incomes Policies: European Experience (1983), (Hrsg. mit Robert Flanagan and Lloyd Ulman).